# 清明学園幼稚園・初等学校・中学校
清明学園幼稚園・初等学校・中学校（せいめいがくえん ようちえん・しょとうがっこう・ちゅうがっこう）は、東京都大田区南雪谷三丁目にある私立幼稚園・小学校・中学校。学園内では初等学校を「初等部」、中学校を「中等部」と呼ぶ。

## 概要
教育の主軸として、小中一貫教育を展開する。学園は、幼稚園から2年生までを第1教育期、3年生から7年生までを第2教育期、8・9年生を第3教育期に区分し、それぞれの段階ごとに合わせて教育を行っている。なお、7 - 9年生は一般的な中学校の1 - 3年生に相当する。また、6年生から中等部生として扱われる。具体的には英語の授業を中学校の教科書を使用して進めたり、定期試験の形式で学力を測っているが、基本的なカリキュラムは小学校6年生のそれに沿ったものである。

## 清明学園初等部
「子供と共に生き、子供を生かし、子供を通して生きる。」という理念のもと子供を比較するのではなく個性を生かす教育が行われている。
初等部の1，2年生では、「さんぽ」という授業があり、クラスで学校外の公園などへ出かけていきのびのびと遊びながら、社会ルールなどを学ぶことが出来る。
毎年行われる清明祭は保護者の協力のもと、盛大に行われる。

## 進級・進学
- 併設の幼稚園からは、選考に合格した者や推薦を受けた者が初等部に進学する。
- 初等部から中等部への進学については、小中一貫教育の理念に基づいて全員を進学させる。中等部の募集は若干名行う。
- 併設の高等学校を持たないため、中等部の最高学年で上級学校進学を希望する者は、全員志望校を受験する。

## 沿革
- 1930年 - 開校。清明節の時期であったため、清明学園と命名される。創立者の濱野重郎は成城小学校の元教師[2]。
- 1933年 - 清明幼稚園を開く。
- 1941年 - 清明学園初等学校に改称。
- 1950年 - 学校法人設立認可。
- 1951年 - 清明学園中学校開校。
- 1957年 - 9年間一貫教育を開始。